# Croisade d'Alexandrie
La croisade d'Alexandrie (parfois appelée croisade alexandrine) est une expédition menée en octobre 1365 par Pierre Ier de Lusignan, roi de Chypre contre la ville d'Alexandrie en Égypte. Semblant dénuée de sentiments religieux, elle diffère des autres importantes croisades car elle n'aurait été motivée que par des intérêts économiques.

## Le roi de Chypre maître d'œuvre
Pierre Ier de Lusignan, au cours de l’année 1365, visite nombre de cours d’Europe pour engager leurs souverains dans le sainct voyage d’oultre mer. À la fin du mois de juin, la flotte des croisés quitte Venise. Après une escale à Rhodes, à la mi-juillet, elle cingle vers l'Égypte et Alexandrie.

## Les croisés d'Alexandrie
Le jeudi 9 octobre 1365, les galères et les nefs de Pierre Ier, débarquent à Alexandrie. Aux côtés du roi de Chypre se trouvent, outre le légat pontifical Pierre Thomas, patriarche de Constantinople et légat d’Urbain V, Guillaume III Roger de Beaufort, vicomte de Turenne, Gantonnet d'Abzac, neveu de Raymond de Pradelle, l'archevêque de Nicosie, Philippe de Mézières, chancelier du roi de Chypre, et Jean de la Rivière, chancelier du roi de France.

## Plusieurs jours de pillage
Avec eux, près de huit mille croisés se préparent à prendre d’assaut la cité portuaire. Alexandrie est prise le 10 octobre et ses installations portuaires consciencieusement pillées pendant trois jours. Le vicomte de Turenne persuade alors le roi de Chypre qu’il vaut mieux évacuer. Les croisés, considérant leur mission accomplie et chargés d’un énorme butin d’épices, d’armes et d’étoffes précieuses, rembarquent et font voile vers Chypre.

## Urbain V refuse la Rose d'Or au roi Pierre
Alors qu'il est installé à Rome, Urbain V accueille, en mars 1368, Pierre Ier et la reine Jeanne. Alors que le roi de Chypre vient annoncer officiellement sa victoire d'Alexandrie et que toute la Curie s'attend à ce qu'il reçoive la rose d'or, le pontife la remet à la souveraine napolitaine.
C'est la première fois que cette distinction est attribuée à une femme. À tous ceux qui s'étonnent de ce choix et jurent que l'on n'avait jamais vu ça, Urbain V se fait un plaisir de rappeler que l'on n'a jamais vu non plus un abbé de Marseille sur le trône de Saint-Pierre.

## Postérité littéraire
Le poète Guillaume de Machaut consacre à la croisade d'Alexandrie une longue œuvre en vers, La Prise d’Alexandrie